# Alfred Cartier
Alfred Paul Cartier (Les Eaux-Vives, 11 agosto 1882 – Viganello, 7 marzo 1959) è stato un calciatore e banchiere svizzero.

## Biografia
Nacque a Les Eaux-Vives, in seguito diventato quartiere di Ginevra di famiglia ricchissima ed imparentata con la famosa famiglia Cartier produttrice di gioielli e orologi. In realtà, questo presunto legame di parentela va preso con beneficio d'inventario, perché, dalla consultazione degli archivi genealogici della Biblioteca Municipale di Ginevra, non risulta nessun legame tra i Cartier di Ginevra e quelli di Parigi Si dedicò nei primi anni del Novecento al calcio, conquistando anche uno scudetto con il Genoa.
Lasciato lo sport, si dedicò totalmente alla professione di banchiere.
Nel settembre 1921 sposò l'italiana Francesca Bertini, diva del cinema muto con la quale rimase per tutta la vita.
È noto nel mondo del calcio come Cartier II per distinguerlo dal fratello Guido Federico, giocatore delle riserve rossoblù e caduto durante la prima guerra mondiale.
Morì in Svizzera, a Viganello, nel 1959.

### Calcio
Nella rosa del Milan nel 1902, vince con i rossoneri la Medaglia del Re battendo in finale il Torinese il 23 febbraio di quell'anno.
Passa nel corso dell'anno al Genoa. Con i Grifoni esordì il 9 marzo 1902, nel primo derby di Genova, vinto dai rossoblu per tre a uno. La stagione del Genoa si concluse con la vittoria nella finale contro il Milan.
La stagione seguente viene prestato al Milan, dove gioca solo la semifinale contro la Juventus, che terminò con la vittoria dei bianconeri per 2 a 0.
Terminato il campionato è nuovamente nella rosa del Genoa, con cui gioca il 26 aprile 1903 la prima partita in terra straniera di un club italiano, ove i rossoblu si impongono per 3-0 contro i nizzardi del Football Vélo Club de Nice.
Torna al Genoa nel 1906, dove chiude la carriera agonistica.

## Palmarès

### Calciatore

#### Club

##### Competizioni nazionali
- Campionato italiano: 1

Genoa: 1902

##### Altre Competizioni
- Torneo FGNI: 1

Milan: 1904